# Ван Берген, Том
Том ван Бе́рген (нидерл. Thom van Bergen; род. 6 января 2004, Haren, Гронинген) — нидерландский футболист, нападающий клуба «Гронинген».

## Клубная карьера
Ван Берген — воспитанник клубов «Горехт» и «Гронинген». 8 января 2023 года в матче против «Эксельсиора» он дебютировал в Эредивизи в составе последнего. По итогам сезона клуб вылетел в Эрстедивизи, но игрок остался в команде. 22 сентября в поединке против «Хелмонд Спорт» Том забил свой первый гол за «Гронинген». 